# (3029) Sanders
(3029) Sanders (1981 EA8; 1927 BP; 1944 DD; 1948 MG; 1951 JG; 1973 YA4; 1974 CH) ist ein ungefähr sechs Kilometer großer Asteroid des inneren Hauptgürtels, der am 1. März 1981 vom US-amerikanischen Astronomen Schelte John Bus am Siding-Spring-Observatorium in der Nähe von Coonabarabran, New South Wales in Australien (IAU-Code 260) entdeckt wurde.

## Benennung
(3029) Sanders wurde nach Jeffrey D. Sanders benannt, der als Student des California Institute of Technology an der Planet-Crossing Asteroid Survey teilnahm.